# Galakserotation
Galakserotation beskriver en spiralgalakses rotation. Det svarer planeternes kredsløb om en stjerne i solsystemet. Stjernerne i en spiralgalakse roterer rundt om galakses centrum der menes at være et sort hul. Mælkevejen er en Spiralgalakse i galaksen, som vores solsystem er en del af, kredser solen om galaksens centrum i cyklus på 250 mio. år.
Spiralgalakser roterer om deres egen akse, billedligt noget i retning af en meget langsomt roterende grammofonplade. Imidlertid er spiralgalakser ikke faste skiver, men opbygget af deres små komponenter: Stjerner og interstellare støv- og gasskyer.

## Hvorledes roterer en spiralgalakse
Man kan beregne, hvorledes en spiralgalakse roterer, ved hjælp af en uhyre enkel, oprindelig keplersk formel, modificeret af Newton (den samme formel, som bruges til at beregne planeters hastighed i banen omkring Solen).

## Problemet med spiralgalaksers rotation
Man kan beregne, hvorledes en spiralgalakse bør rotere, ved hjælp af den uhyre enkle Newton'ske formel, som bruges til at beregne planeters hastighed i banen omkring Solen.
Der er blot et lille problem, idet spiralgalaksen roterer som beregnet – indtil man i sin beregning er nået til en afstand fra galaksens centrum hvor halvdelen af dens masse ligger indenfor og halvdelen udenfor. Længere ude end denne afstand, og jo mere man fjerner sig fra centrum, roterer galakseskiven hurtigere og hurtigere, i stedet for langsommere og langsommere, som den burde efter formlen for rotation.
Spiralgalaksers rotation beregnes lidt anderledes end en planets rotation, idet de består af 3 komponenter: Bulen i midten (the bulge), som er tilnærmet kugleformet, skiven som har form som en grammofonplade eller en rund varmebrik (the disk), og halo ([egnet dansk ord?] ordet betyder egtl. glorien, men den er ikke en torus). Haloen er tilnærmet kugleformet, men med en diameter som er mange gange bulens.
Bulen er meget massiv (lidt over 3.000 pc = 10.000 lysår i diameter), den består af en klump stjerner med meget kort indbyrdes afstand og det er ret sikkert, at selve centrum i bulen på (næsten?) alle spiralgalakser består af – eller i hvert fald indeholder – et sort hul med en masse på tusinder eller måske millioner af solmasser, et såkaldt supermassivt sort hul.
Skiven (som faktisk består af to skiver, den tynde skive i inderst, langs galaksens centralplan, og den tykke skive som et lag umiddelbart udenom) har en meget stor radius, i vor egen mælkevej (som er en spiralgalakse) ca. 30.000 parsec (100.000 lysår) i diameter. I forhold til radius er skiven ikke ret tyk, et sted mellem ca. 600 og (højst) 1.000 pc (= 2.000-3.200 lysår).
I den meget større Andromedagalakse – også en spiralgalakse – er radius ca. 68.000 pc (= 220.000 lysår).
Halo’en er meget diffus og består i det væsentlige af kuglehobe med meget gamle, ”metal”fattige stjerner, dertil en tynd besætning af spredte, stjerner som oftest er løsrevne fra skiven – stragglers (omstrejfere). Bemærk, at "metal" i astronomisk forstand er alle grundstoffer med større atomvægt end H (Brint) og He (Helium). Halo’ens diameter er meget vanskelig at fastslå på grund af, at den er så diffus, men den er omkring 80.000-120.000 pc (= 260.000-400.000 lysår).